# Cleuber Carlos
Cleuber Carlos do Nascimento, (Itumbiara, Goiás, em 18 de janeiro de 1968) é um radialista, repórter, narrador esportivo e apresentador brasileiro. Iniciou sua carreira como repórter na Rádio Pousada do Rio Quente, de Caldas Novas, em 1990. Repórter esportivo pela rádio K do Brasil onde foi setorista do Goiás esporte clube por 10 anos, Atlético-GO durante dois anos e a seleção brasileira durante 12 anos, tendo narrado jogos das copas do mundo dos EUA em 94, França 98 e Coreia/Japão 2002. Durante sua carreira narrou também jogos de futsal, basquete e seleção brasileira de vôlei sendo motivo de reportagem exibida no jornal nacional com o título: Vôlei no Rádio?"
Como repórter esportivo entrevistou por anos, Romário, Rivaldo, Ronaldinho Fenômeno, Kaká, Ronaldinho Gaúcho, Bebeto, Dunga, Ricardo Rocha, Cafu, Roberto Carlos, Tafarel, Marcos,, Branco, Edmilson, Denilson, Pelé e outros.
Em 2008 atuou como consultou esportivo e ajudou o Itumbiara a ser campeão goiano sendo o responsável pela montagem do time de 2009 contratando Denilson e Túlio Maravilha para o time que disputou a partida da Copa do Brasil na volta de Ronaldo Fenômeno ao futebol brasileiro.
Em 2010 atuou como consultor esportivo tendo realizados várias negociações de jogadores junto ao BMG Sports. Tirou o volante Rômulo do Porto de Caruaru e levou para o Vasco e em 8 meses o jogador estava na seleção brasileira. Trabalhou ao lado de grandes técnicos como Luxemburgo, Cuca, Geninho, Nelsinho Baptista, Lori Sandri, PC Gusmão, Felipão, Tite, Zagallo, Parreira, etc.

## Carreira
Filho do radialista Carlos Fernandes e Ivani do Nascimento, Cleuber Carlos, nasceu em Itumbiara-Goiás no ano de 1968 íniciou a carreira como Narrador e repórter na Rádio Pousada do Rio quente de Caldas Novas no ano de 1990 onde trabalhou na Secretária de Turismo e Cultura de Caldas Novas ao lado do Professor Alvaro Catelan. Foi fundador do Jornal Folha Regional de Caldas Novas, fundador e primeiro presidente do Grêmio Estudantil do Colégio Estadual de Caldas Novas. Em 1991 foi contratado para atuar na equipe esportiva de Mário Luiz na Rádio Clube de Goiânia, neste mesmo ano foi para a Rádio jornal de Inhumas onde trabalhou até 1993 quando por indicação de Túlio Isac se transferiu para a Rádio Difusora de Goiânia, equipe Feras do Kajuru. Foi o repórter escalado para fazer a cobertura da seleção brasileira de futebol na preparação para a copa do mundo dos Estados Unidos, tendo os primeiros contatos com Romário, Bebeto, Ronaldo Fenômeno e cia. +
Carreira Hoje é diretor de futebol de um clube de formação de atletas em Goiás. ADH.
Em 1994 transmitiu o vivo do Estádio Arena Amesterdã o jogo Brasil x Holanda tendo feito narração, reportagens e comentários, além de ter instalado todo equipamento técnico, tendo recebido  pelo feito o título de "o cronista esportivo mais versátil" do rádio brasileiro.[carece de fontes?] Narrou 22 jogos da Copa do Mundo dos Estados Unidos. Em 1995, juntamente com Jorge Kajuru, mudou-se para a Rádio e TV Brasil Central, trabalhando como repórter e narrador da rádio e televisão. Em 1996 voltou para a Rádio Clube de Goiânia e fez a Copa América da Bolívia na Rádio Imprensa de Anápolis.
Em 1997 voltou para a Rádio Brasil Central, em 1998 voltou a trabalhar com Jorge Kajuru no programa Feras do Kajuru pela Rádio K do Brasil, antiga Rádio Clube (atual Rádio 730) onde acompanhou como repórter diariamente o então candidato a governador Marconi Perillo. Em 1998 iniciou um período de cobertura do dia-dia do Goiás Esporte Clube e sendo o repórter da rádio na cobertura da seleção brasileira dos anos de 1998 a 2006.
Em 2002, foi escalado para cobrir a Copa do Mundo da Coréia do Sul e Japão por um período de 45 dias em Seul, narrando vários jogos por um pool de mais de 100 emissoras, sendo que no jogo Brasil 1 X 0 Inglaterra narrou a partida em pool de 104 emissoras por todo Brasil, tendo como comentaristas: Socrátes, Datena, Jorge Kajuru, Téo José e Juarez Soares. Em 2005 foi o idealizado e comentarista do Programa Esporte Total local da TV Goiânia Rede Bandeirante de televisão ao lado de Washington Luiz.
Em 2006 foi o criador do programa Serra Dourada Esporte da TV Serra Dourada (SBT) onde atingiu os mais alto índices de audiência no esporte do SBT em Goiás. No mesmo período registrou audiência histórica na apresentação do programa toque de primeira pela rádio 730 com 82% de audiência, fato este que acabou virando slogan da emissora. Ainda em 2006 foi candidato a deputado estadual pelo DEM em apoio ao Senador Demóstenes Torres. Em 2010 deixou o rádio esportivo para atuar como consultor esportivo.
Em 2012 publicou em seu blog informações sobre um suposto caso de corrupção política.